# A26高速公路
A26高速公路是法国的一条高速公路，于1976年建成通车。A26始于加来，与A16高速公路连接，终于特鲁瓦，与A5高速公路连接。A26同时也是欧洲E15、E17和E50三条公路的一部分。